# Poienile
Poienile (en el pasado, Opăriți ) es una aldea de la comuna de Predeal-Sărari en el distrito de Prahova, Muntenia, Rumania.
Según la leyenda, esta aldea data del año 1623, cuando inmigrantes de Transilvania se establecieron aquí y comenzaron a ocuparse con viticultura. A finales del siglo XIX, el aldea de Opăriți era la sede de la comuna del mismo nombre en el distrito de Teleajen del condado de Prahova, una comuna formada por los pueblos de Opăriți, Poiana Copăceni y Vitioara, con un total de 1340 habitantes. En la comuna de Opăriti funcionaban dos iglesias (una en Opăriti, construida en 1852 por el coronel Moise Mârzescu y otra en Vitioara, que data de 1841), así como una escuela con 54 alumnos.  En 1925, la comuna tenía los mismos pueblos en composición y una población de 2315 habitantes. Antes de 1964, la comuna de Opăriți fue abolida e incluida en la comuna de Predeal-Sărari, como lo muestra el decreto de 1964, por el cual el pueblo de Opăriți se le cambio el nombre y pasó a llamarse Poienile 